# Deuxième circonscription de Shashemene
La deuxième circonscription de Shashemene est une des 177 circonscriptions législatives de l'État fédéré Oromia, elle se situe dans la Zone Ouest Arsi. Sa représentante actuelle est Ruqiya Uke Bedaso.